# Der er et yndigt land (film fra 1983)
 For alternative betydninger, se Der er et yndigt land (flertydig). (Se også artikler, som begynder med Der er et yndigt land)
Der er et yndigt land er en dansk film fra 1983, skrevet af Jørgen Ljungdahl og Morten Arnfred, der også har instrueret. Filmen vandt Bodilprisen for bedste danske film, og skuespillerne Ole Ernst og Arne Hansen fik hver en Bodil for henholdsvis bedste mandlige hovedrolle og bedste mandlige birolle. Filmen blev endvidere nomineret til Guldbjørnen ved Filmfestivalen i Berlin.
Filmen blev optaget på en gård ved Vig i Odsherred.

## Medvirkende
- Ole Ernst - Knud Jensen, svineproducent
- Karen-Lise Mynster - Katrine, Knuds kone
- Anna Vallgårda - Anna, Knud og Katrines datter
- Ricki Rasmussen - Søren, Knud og Katrines søn
- Ingolf David - Vilhelm, postbud
- Arne Hansen - Poul, proprietær - Katrines bror
- Reimer Bo Christensen - Tom, lærer - Katrines kollega
- Gyrd Løfqvist - Villy, Knuds far
- Blanche Funch - Estrid, Katrines mor
- Finn Nielsen - Bjarne, svineavlskonsulent
- Stig Hoffmeyer - Bankbestyrer
- Erik Thygesen - Karlsen, forretningsfører
- Ole Meyer - Svend, chauffør
- Margrethe Koytu - Inga, kontordame
- Esben Høilund Carlsen - Dyrlæge
- Henning Jensen - Dyrlæge
- Jane Jeppesen
- Jarl Forsman
- Lars Olesen
- Steen Friis